# 瓜地馬拉海鯰
瓜地馬拉擬海鯰（学名：Ariopsis guatemalensis）為輻鰭魚綱鯰形目海鯰科的其中一種，其种加词“guatemalensis”意为“危地马拉的”。分布於中美洲墨西哥至宏都拉斯太平洋岸的半鹹水域，體長可達37公分，棲息在沿海、河口區，為底棲性魚類，屬肉食性。